# Lolia Paulina
Lolia Paulina (em latim: Lollia Paolina; m. c. 49) foi uma imperatriz-consorte romana, terceira esposa do imperador Calígula, por um breve período de seis meses em 38 d.C..

## Família
O pai de Paulina era Marco Lólio, um cônsul, e sua mãe era Volúsia Saturnina, irmã do senador e cônsul Lúcio Volúsio Saturnino. Sua avó materna era uma parente distante do imperador Tibério e seu tio paterno era o também senador e cônsul Marco Aurélio Cota Máximo Messalino. Seu avô paterno era o general Marco Lolio Paulino. Finalmente, a irmã mais nova de Paulina era Lolia Saturnina, que se casou com o cônsul Décimo Valério Asiático, com quem teve um filho. Paulina ficou rica através da herança de seus parentes.

## Casamentos
O primeiro marido de Paulina, Públio Mêmio Régulo, foi cônsul sufecto em 31 d.C. e governador da Macedônia e da Acaia. Tácito descreve-o como um homem "digno, influente e de bom nome". Régulo morreu em 62. Os dois tiveram pelo menos um filho, Caio Mêmio Régulo, que foi cônsul em 63.
Em 38, Paulina estava com ele na província que ele governava quando Calígula ordenou que ela deixasse o marido depois de ouvir um comentário sobre a beleza de sua avó — Paulina foi forçada a se divorciar de Régulo para se casar com Calígula, tornando-se sua terceira esposa e imperatriz no mesmo ano. O imperador se divorciou dela depois de apenas seis meses alegando que ela era infértil e a proibiu de se relacionar novamente com outro homem.
Algum tempo depois, Paulina se tornou uma rival da irmã de Calígula, Agripina, e foi considerada uma opção para ser a quarta esposa do tio dele, o imperador Cláudio, quando a terceira, Valéria Messalina, faleceu. Em 49, Agripina, já casada com Cláudio, fez com que Paulina fosse acusada de bruxaria e, sem um julgamento, tivesse seus bens confiscados e fosse exilada.
Tácito relata que Paulina foi forçada a cometer o suicídio sob a vigilância da guarda imperial e que a ordem teria sido dada por Agripina.
Seu túmulo só foi erigido durante o reinado do imperador Nero.

## Reputação
Lolia Paulina foi mencionada na "História Natural" de Plínio, o Velho", como um exemplo de ostentação romana, supostamente por vestir uma grande parte de sua herança num banquete, na forma de jóias que valeriam por volta de 40 milhões de sestércios. A reclamação de Plínio foi feita no contexto de Roma estar comprando grandes quantidades de especiarias e pérolas indianas, como as usadas por Lolia "até mesmo nos sapatos".